# Temporada de huracanes del Atlántico de 2025
La temporada de huracanes del Atlántico de 2025 es un evento actual en el ciclo anual de formación de ciclones tropicales. La temporada inició oficialmente el 1 de junio y finalizará el 30 de noviembre de 2025. Estas fechas, adoptadas por convención, describen históricamente el período de cada año en el que ocurre la mayor parte de la ciclogénesis tropical o subtropical en el océano Atlántico (más del 97%). El Centro Nacional de Huracanes (NHC, por sus siglas en inglés) comenzará a emitir pronósticos meteorológicos tropicales regulares el 15 de mayo de 2025, unas dos semanas antes del comienzo de la temporada. El primer sistema, la tormenta tropical Andrea, se formó el 24 de junio, marcando el inicio más tardío de una temporada en el Atlántico desde 2014.

## Pronósticos
Antes y durante cada temporada de huracanes, los servicios meteorológicos nacionales, las agencias científicas y destacados expertos en huracanes emiten varios pronósticos de actividad de huracanes. Estos incluyen pronosticadores del Centro Nacional de Predicción de Huracanes y Clima de la Administración Nacional Oceánica y Atmosférica (NOAA) de los Estados Unidos, Tropical Storm Risk, la Met Office del Reino Unido y Philip J. Klotzbach, William M. Gray y sus asociados en el Universidad Estatal de Colorado (CSU). Los pronósticos incluyen cambios semanales y mensuales en factores importantes que ayudan a determinar la cantidad de tormentas tropicales, huracanes y huracanes mayores
Según Administración Nacional Oceánica y Atmosférica (NOAA) y CSU, la temporada promedio de huracanes en el Atlántico entre 1991 y 2020 contenía aproximadamente 14 tormentas tropicales, 7 huracanes, 3 huracanes mayores y un índice de Energía Ciclónica Acumulada (ACE) de 72 a 111 unidades. NOAA generalmente suele clasificar una temporada como superior al promedio, promedio o inferior al promedio según el índice ACE acumulativo, pero ocasionalmente también se considera el número de tormentas tropicales, huracanes y huracanes mayores dentro de una temporada.

### Previsiones de pretemporada
El 10 de diciembre de 2024, Tropical Storm Risk (TSR) publicó su pronóstico de rango extendido para la temporada 2025, prediciendo una temporada promedio con quince tormentas nombradas, siete huracanes y tres huracanes mayores, pero señaló que el pronóstico tenía una incertidumbre mayor a la normal debido a factores ambientales. El 3 de abril de 2025, la Universidad Estatal de Colorado (CSU) publicó su pronóstico, que predice una temporada de huracanes muy por encima de lo normal con 17 tormentas nombradas, nueve huracanes y cuatro huracanes mayores, con un índice ACE de 155, citando temperaturas extremadamente cálidas en la superficie del mar Atlántico y un debilitamiento de La Niña en transición a una fase neutral para el verano. Cuatro días después, Tropical Storm Risk (TSR) emitió un pronóstico actualizado, anunciando nuevamente una temporada cercana al promedio. Dos días después, la Universidad de Arizona (UA) publicó su pronóstico que pronosticaba una temporada bastante normal con 15 tormentas nombradas, 7 huracanes, 3 huracanes mayores y un índice ACE de 110 unidades. El 15 de abril, la Universidad Estatal de Carolina del Norte (NCSU) predijo una temporada con 12 a 15 tormentas tropicales, 6 a 8 huracanes y 2 a 3 huracanes mayores. El 17 de abril, The Weather Company (TWC) publicó su pronóstico anticipando una temporada muy por encima del promedio con diecinueve sistemas con nombre, nueve huracanes y cuatro huracanes mayores. El 23 de abril, la Universidad de Pensilvania (UPenn) emitió su pronóstico de 10 a 18 tormentas nombradas con una mejor estimación de 14 tormentas. El 7 de mayo, el Servicio Meteorológico Nacional (SMN) emitió su pronóstico de 13 a 17 tormentas tropicales, 6 a 8 huracanes y 3 a 4 huracanes mayores. El 21 de mayo, la UKMO publicó su predicción de 16 tormentas tropicales, 9 huracanes y 4 huracanes mayores, así como un índice ACE de 95-180 unidades.. El 22 de mayo, la Administración Nacional Oceánica y Atmosférica (NOAA) publicó su pronóstico, en el que se prevé una temporada superior a la media, con entre 13 y 19 tormentas nombradas, entre 6 y 10 huracanes y entre 3 y 5 huracanes mayores. El 23 de mayo de 2025, TSR actualizó su pronóstico, ahora pronostica una temporada superior a la media y aumenta los números en todas las áreas, y ahora espera 16 tormentas nombradas, 8 huracanes y 4 huracanes mayores y un índice ACE de 146.

### Previsiones en la media temporada
El 11 de junio, la Universidad Estatal de Colorado (CSU) también actualizó sus predicciones, continuando mostrando una temporada superior a la media, con 17 tormentas nombradas, 9 huracanes, cuatro huracanes mayores y un valor ACE de 155, es la misma predicción que tenían en abril. El 17 de junio, la Universidad de Arizona (UA) actualizó su pronóstico y continuó pronosticando una temporada normal con 17 tormentas nombradas, 7 huracanes, 3 huracanes mayores y un índice ACE de 155 unidades más alto que el pronosticado en abril y pronóstico anterior. El 8 de julio, TSR actualizó su pronóstico, pronosticando 15 tormentas nombradas, 7 huracanes, 3 huracanes mayores y un índice ACE de 126 unidades.  Al día siguiente, CSU actualizó sus predicciones, rebajando ligeramente su pronóstico a 16 tormentas nombradas, 8 huracanes, 3 huracanes mayores y un índice ACE de 140 unidades.

## Resumen de la temporada

### Antecedentes
La temporada de huracanes en el Atlántico de 2025 comenzó oficialmente el 1 de junio,  mientras que comenzó a emitir pronósticos meteorológicos tropicales regulares el 15 de mayo. Hasta el momento se ha formado tres ciclón tropicales. El índice de la Energía Ciclónica Acumulada (ACE; por sus siglas en inglés) de esta temporada, calculado por la Universidad Estatal de Colorado (CSU) utilizando datos del Centro Nacional de Huracanes (NHC), es de 1.215 unidades.
A principios de esta temporada, la ciclogénesis tropical se vio obstaculizada por múltiples factores. El anticiclón atlántico, de una amplitud e intensidad inusuales, desvió las ondas tropicales de principios de temporada provenientes de la costa de África Occidental más al sur de lo habitual, hacia Centroamérica y el océano Pacífico oriental. Además, existía un flujo persistente de polvo sahariano seco alrededor del anticiclón atlántico. Otro factor que contribuyó a la formación limitada de tormentas tempranas en la cuenca fue una interacción entre las ondas de Kelvin y Rossby sobre las Américas.

### Inicio de la temporada
La ciclogénesis tropical en el océano Atlántico comenzó con la formación de la tormenta tropical Andrea el 24 de junio, tres semanas después del inicio oficial de la temporada, aunque sólo cuatro días después de la fecha promedio de formación de la primera tormenta nombrada de la cuenca. Este fue el inicio más tardío de una temporada desde 2014, cuando se desarrolló el huracán Arthur el 1 de julio. Andrea permaneció sobre las aguas abiertas del Atlántico central, después de formarse más al norte y al este que cualquier otro ciclón tropical registrado en la cuenca en junio. El siguiente sistema, la tormenta tropical Barry, se formó el 28 de junio en la Bahía de Campeche y tocó tierra cerca de Tampico al día siguiente. Ambas tormentas fueron de corta duración, con una duración de aproximadamente doce horas cada una. En consecuencia, produjeron una Energía Ciclónica Acumulada (ACE; por sus siglas en inglés) combinada de tan solo 0,6, la más baja registrada para los dos primeros sistemas de cualquier temporada de huracanes del Atlántico. La tercera tormenta de la temporada, la tormenta tropical Chantal, se formó frente a la costa atlántica del sureste de Estados Unidos el 4 de julio. Chantal tocó tierra dos días después en Carolina del Sur.

## Ciclones tropicales

### Tormenta tropical Andrea
El 22 de junio de 2025, el Centro Nacional de Huracanes (NHC) comenzó a monitorear una vaguada de baja presión al este-sureste de Bermudas sobre el Atlántico central con cierto potencial de desarrollo tropical. Al día siguiente, la zona de baja presión producía vientos huracanados, pero la actividad asociada de lluvias y tormentas eléctricas permaneció desorganizada. Los datos satelitales de la madrugada del 24 de junio mostraron que las condiciones para el desarrollo tropical eran marginales, debido a temperaturas de la superficie del mar de 24 °C (75 °F) y una cizalladura del viento de 44 km/h (28 mph). Aun así, el sistema continuó organizándose mejor esa mañana y la tormenta tropical Andrea se formó a unos 1.940 kilómetros al oeste de las Azores. La convección profunda colapsó a las 15:00 UTC. Posteriormente, Andrea degeneró en un bajo nivel postropical y el Centro Nacional de Huracanes (NHC) emitió su aviso final sobre el sistema a las 03:00 UTC del 25 de junio. Andrea estableció un récord por ser el ciclón tropical formado más al norte en la cuenca durante el mes de junio desde que comenzaron los registros en 1851.

### Tormenta tropical Barry
El 27 de junio de 2025, se formó una amplia zona de baja presión sobre la península de Yucatán, relacionada con una fuerte onda tropical que había causado fuertes lluvias y tormentas eléctricas desorganizadas a su paso por el mar Caribe occidental. Conforme el disturbio emergió a la bahía de Campeche a la mañana siguiente, comenzó a desarrollarse una circulación superficial bien definida; además, su actividad de chubascos y tormentas eléctricas comenzó a mostrar signos de organización. Esta tendencia continuó, resultando en la formación de la depresión tropical Dos esa tarde,  El sistema se convirtió en tormenta tropical Barry en la mañana del 29 de junio, a unas 90 millas (144,8 km) al este-sureste de Tuxpan, Veracruz. La tormenta se desplazó hacia el noroeste, impulsada por una dorsal estacionaria de nivel bajo a medio en el centro del Golfo de México. Su intensidad aumentó poco durante este tiempo debido a la cizalladura del viento. Esa misma noche, Barry se debilitó a depresión tropical y tocó tierra al sur de Tampico, Tamaulipas, con vientos sostenidos de 55 km/h. Tierra adentro, la circulación de bajo nivel de Barry pronto se disipó en las montañas del noreste de México.
La onda tropical que generó Barry causó inundaciones y daños en Quintana Roo. Varias localidades del estado experimentaron vientos de 15 a 30 km/h (9 a 20 mph), con ráfagas que alcanzaron los 50 km/h (31 mph). Los niveles de agua alcanzaron de 40 a 100 cm (16 a 39 pulgadas) en algunas zonas. Se registraron daños graves en el sur del estado, especialmente en Chetumal, donde numerosas calles están inundadas y el sistema de drenaje urbano saturado. En el vecino Chiapas, las fuertes lluvias provocaron deslizamientos de tierra, dejando incomunicadas las vías de comunicación con varias comunidades de las regiones norte, central y montañosa del estado. También se reportaron fuertes lluvias en Belice, donde se registraron graves daños a la infraestructura, con el derrumbe de numerosos edificios en comunidades rurales. No se reportaron víctimas mortales. Se registraron numerosos deslizamientos de tierra e inundaciones que afectaron a más de 20 comunidades. El nivel del agua subió al menos 50 cm (19,7 pulgadas). Las familias se vieron obligadas a evacuar sus viviendas inundadas y los deslizamientos de tierra dañaron las carreteras. En Veracruz, dos personas murieron luego de que las fuertes lluvias provocaron que su vehículo se estrellara contra el malecón. Un puente peatonal con un costo de ocho millones de pesos se derrumbó en Tamiahua a consecuencia del temporal. Dos jóvenes murieron ahogados en Santa María del Río, San Luis Potosí, cuando la motocicleta en la que viajaban fue arrastrada por la corriente de un río desbordado. Además, una persona en Matamoros, Tamaulipas, se ahogó luego de que su automóvil fuera arrastrado por un canal de aguas negras desbordado.

### Tormenta tropical Chantal
El 29 de junio de 2025, el Centro Nacional de Huracanes (NHC) comenzó a monitorear un límite frontal en decadencia a lo largo de la costa del sureste de los Estados Unidos para detectar un posible desarrollo tropical. A principios del 4 de julio, se desarrolló una zona débil de baja presión a lo largo del límite, frente a la costa del noreste de Florida. En ese momento, la cizalladura del viento en la región era débil y las temperaturas de la superficie del mar eran cálidas para la temporada, alrededor de 28 a 29 grados Celsius (82,4 a 84,2 °F). Esa tarde, la circulación asociada con la baja se volvió bien definida y fue designada depresión tropical Tres por el Centro Nacional de Huracanes (NHC). El sistema se organizó mejor durante la noche, mostrando una explosión significativa de convección profunda en las imágenes infrarrojas del GOES-19, y se convirtió en la tormenta tropical Chantal a las 12:00 UTC del 5 de julio. Esa tarde, la tormenta mantuvo un área concentrada de convección profunda sobre la mitad oriental de su densa capa de nubes, mientras se desplazaba hacia el norte frente a la costa de las Carolinas contra una cizalladura del viento moderada. A primera hora del 6 de julio, Chantal se intensificó brevemente a 60 mph (95 km/h), y giró hacia el norte-noroeste, antes de tocar tierra cerca de Litchfield Beach, Carolina del Sur, aproximadamente a las 08:00 UTC. La tormenta se desplazó hacia el norte tierra adentro, debilitándose a depresión tropical a última hora de la mañana. Un día después, Chantal pasó a ser un ciclón postropical sobre el norte de Virginia.
En Florida, el precursor de Chantal provocó la cancelación de varios eventos del 4 de julio debido a la lluvia. Mientras Chantal tocaba tierra en Carolina del Sur, la ráfaga de viento más alta registrada alcanzó los 90 km/h en Myrtle Beach. En Carolina del Norte, cayeron un total máximo de 7–8 mm de lluvia. Se reportaron inundaciones y cortes de electricidad. En el condado de Orange, Carolina del Norte, se declaró el estado de emergencia debido a inundaciones repentinas. Se realizaron más de 50 rescates acuáticos en todo el condado. Un tornado EF1 dañó dos aviones y dos hangares en el Raleigh Executive Jetport. En el condado de Durham, Carolina del Norte, los equipos de rescate realizaron más de ochenta misiones de rescate en barco; el nivel del río Eno subió 22 pies (6,7 m) en un período de cuatro horas. El nivel del río Haw alcanzó los 32,5 pies (9,91 metros), el segundo nivel de río más alto jamás registrado. Cuatro personas fueron encontradas muertas en vehículos como resultado de las inundaciones: dos en el condado de Alamance, Carolina del Norte, una en el condado de Chatham, Carolina del Norte y una en el condado de Orange, Carolina del Norte. Además, dos navegantes fueron encontrados muertos tras desaparecer mientras navegaban en el lago Jordan. En total, se ha confirmado la muerte de seis personas en el estado.

## Nombres de los ciclones tropicales
La siguiente lista de nombres se utilizará para las tormentas nombradas que se formen en el Atlántico Norte en 2025. Esta es la misma lista utilizada en la temporada de 2019, con la excepción de Dexter, que reemplazó a Dorian. El nombre Dexter fue utilizado por primera vez en esta temporada.
| - Andrea - Barry - Chantal - Dexter - Erin (activo) - Fernand (sin usar) - Gabrielle (sin usar) | - Humberto (sin usar) - Imelda (sin usar) - Jerry (sin usar) - Karen (sin usar) - Lorenzo (sin usar) - Melissa (sin usar) - Néstor (sin usar) | - Olga (sin usar) - Pablo (sin usar) - Rebekah (sin usar) - Sebastien (sin usar) - Tanya (sin usar) - Van (sin usar) - Wendy (sin usar) |

## Estadísticas de temporada
Esta es una tabla de todos los sistemas que se han formado en la temporada de huracanes de 2025. Incluye su duración, nombres, áreas afectada(s), indicados entre paréntesis, daños y muertes totales. Las muertes entre paréntesis son adicionales e indirectas, pero aún estaban relacionadas con esa tormenta. Los daños y las muertes incluyen totales mientras que la tormenta era extratropical, una onda o un baja, y todas las cifras del daño están en USD 2025.
| DT | TT | 1 | 2 | 3 | 4 | 5 |

| Nombre                  | Fechas activo         | Categoría de tormenta en intensidad máxima | Vientos máx. (km/h) | Presión min (hPa) | ACE    | Áreas afectadas                             | Áreas afectadas                             | Áreas afectadas                             | Daños (en millones USD) | Muertos |
| Nombre                  | Fechas activo         | Categoría de tormenta en intensidad máxima | Vientos máx. (km/h) | Presión min (hPa) | ACE    | Lugar                                       | Fecha                                       | Vientos (km/h)                              | Daños (en millones USD) | Muertos |
| ----------------------- | --------------------- | ------------------------------------------ | ------------------- | ----------------- | ------ | ------------------------------------------- | ------------------------------------------- | ------------------------------------------- | ----------------------- | ------- |
| Andrea                  | 23 – 24 de junio      | Tormenta tropical                          | 65 (40)             | 1014              | 0.245  | Ninguno                                     | Ninguno                                     | Ninguno                                     | Ninguno                 | 0       |
| Barry                   | 28 – 30 de junio      | Tormenta tropical                          | 75 (45)             | 1006              | 0.2825 | Tampico Alto, México                        | 30 de junio                                 | 55 (35)                                     | $5.97 millones          | 8       |
| Chantal                 | 4 – 7 de julio        | Tormenta tropical                          | 95 (60)             | 1002              | 0.6875 | Litchfield Beach, Estados Unidos            | 6 de julio                                  | 95 (60)                                     | $56 millones            | 6       |
| Dexter                  | 4 – 7 de agosto       | Tormenta tropical                          | 95 (60)             | 998               | 2.26   | Ninguno                                     | Ninguno                                     | Ninguno                                     | Ninguno                 | 0       |
| Erin                    | 11 de agosto – activo | Huracán categoría 5                        | 260 (160)           | 915               | 12.37  | Ninguno                                     | Ninguno                                     | Ninguno                                     | Ninguno                 | 0       |
| Totales de la temporada |                       |                                            |                     |                   |        |                                             |                                             |                                             |                         |         |
| 5 ciclones              | 23 de junio – activo  |                                            | 260 (160)           | 915               | 15.845 | 2 ciclones tropicales que han tocado tierra | 2 ciclones tropicales que han tocado tierra | 2 ciclones tropicales que han tocado tierra | $62 millones            | 14      |